# Lenguas worimi
Worimi es una pequeña familia de dos a cinco lenguas aborígenes australianas en su mayoría extintas de Nueva Gales del Sur.
- Awabakal, hablado alrededor del Lago Macquarie en Nueva Gales del Sur. Awabakal fue estudiado por el reverendo Lancelot Threlkeld desde 1825 hasta su muerte en 1859, asistido por Biraban, el líder tribal, y partes de la Biblia fueron traducidas al idioma. Por ejemplo, el Evangelio de Marcos comienza: "Kurrikuri ta unni Evanelia Jesu úmba Krist koba, Yenal ta noa Eloi úmba".[1] The language is currently in early stages of revival.
- Gadjang (Worimi), previamente extinto,[2] en las primeras etapas de la revitalización,[3] hablado por el pueblo Worimi, del este Port Stephens y Grandes Lagos regiones de la costa de Nueva Gales del Sur.

Los idiomas están lo suficientemente cerca como para ser aceptados como relacionados en la clasificación conservadora de Dixon. Bowern (2011) considera que Gadjang, Worimi y Birrpayi son idiomas separados.